# Marie de la Passion de Chappotin
La bienheureuse Hélène Marie Philippine de Chappotin de Neuville (en religion: Mère Marie de la Passion), née à Nantes le 21 mai 1839 et décédée à Sanremo  (Italie) le 15 novembre 1904, est une religieuse française, fondatrice en 1877 de la congrégation des Franciscaines missionnaires de Marie. Elle a été béatifiée par le pape Jean-Paul II en 2002.

## Biographie

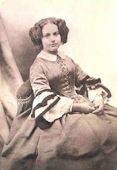
Hélène de Chappotin de Neuville dans sa jeunesse

Hélène de Chappotin, née dans une famille catholique et de petite noblesse bretonne, est la fille du polytechnicien Charles de Chappotin, ingénieur en chef des ponts et chaussées (tombeau à son nom au cimetière de Miséricorde de Nantes), et de son épouse, née Sophie Galbaud du Fort (fille d'Alphonse, Robert Galbaud-Dufort, inhumé aussi au cimetière Miséricorde, et nièce des généraux François Thomas Galbaud-Dufort et César Galbaud du Fort).
Elle se présente en 1860 à 21 ans chez les clarisses comme postulante, avec le consentement de l'évêque de Nantes Antoine-Mathieu-Alexandre Jaquemet. « Je devins fille de saint François, dit-elle, et n'ai pas cessé de l'être ». Cependant, après une maladie, elle doit quitter le monastère et rentre dans sa famille. Quand son rétablissement est complet, elle préfère opter pour une congrégation orientée vers la vie active, et son confesseur la dirige vers la Société de Marie-Réparatrice récemment fondée par Émilie d'Oultremont. Le 15 août 1864, elle prend le nom  en religion de « Marie de la Passion » et commence son noviciat.
En 1865, encore novice, elle est envoyée aux Indes, dans le vicariat apostolique du Maduré, confié à la Compagnie de Jésus. Elle y fait sa profession religieuse. 
Deux ans plus tard, elle est élue supérieure de trois couvents, malgré son jeune âge. En 1874, elle fonde avec un groupe de sœurs une maison dans le vicariat apostolique de Coimbatore, assistée par les pères de la Société des Missions étrangères de Paris.
À la suite de dissensions internes dans la congrégation, les sœurs du vicariat de Coimbatore se constituent une communauté autonome à Ootacamund.

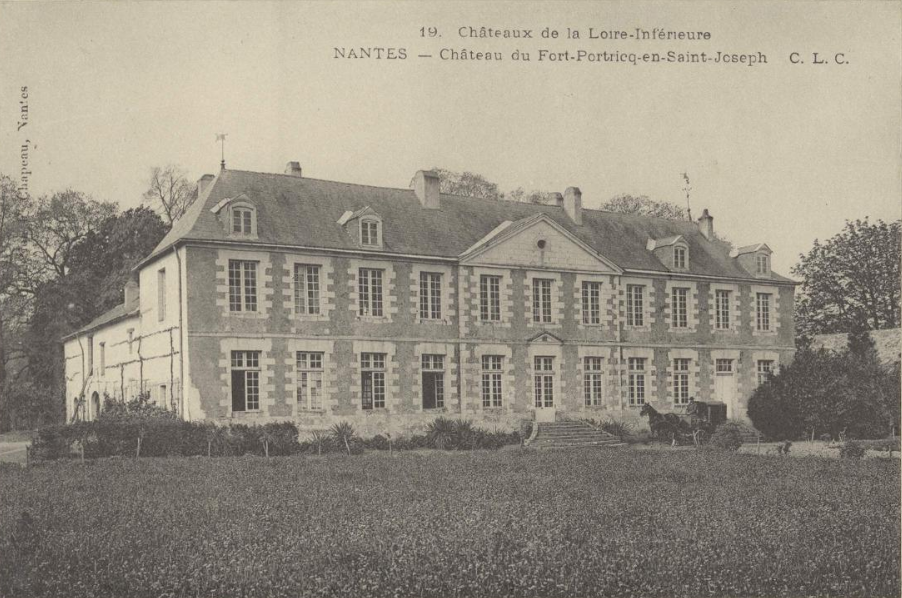
Le château du Fort, propriété familiale située dans le quartier de Saint-Joseph de Porterie à Nantes, deviendra la maison nantaise de la Congrégration.

Le pape Pie IX régularisa la situation des religieuses sécessionnistes en permettant à Mère Marie de la Passion de fonder une nouvelle congrégation spécifiquement destinée au travail missionnaire, dont les religieuses prennent le nom de Sœurs Missionnaires de Marie. Pour cette congrégation, elle fonde un noviciat à Saint-Brieuc, en Bretagne, où l'institution fait ses premiers pas. 
Le château du Fort, propriété située à Saint-Joseph de Porterie à Nantes (près du parc floral de la Beaujoire), lui venant de la famille de sa mère, deviendra une des maisons de la congrégation, avant de passer aux Dominicaines du Saint-Esprit.
L'institution s'étant stabilisée, le Saint-Siège en approuve les constitutions le 6 janvier 1877 dans le decretum laudis, et prononce son affiliation à la famille franciscaine.
En mars 1883, à cause de fortes oppositions, Mère Marie de la Passion est destituée de sa fonction de supérieure de l'Institut. Une enquête est ordonnée par Léon XIII. Son innocence est pleinement reconnue et elle est réélue au chapitre général de l'année suivante. Elle donne son accord en 1898 à Mgr Francesco Fogolla pour lui envoyer sept religieuses pour son orphelinat de Taï-Yuan-Fou en Chine, placées sous la responsabilité de Mère Marie-Hermine de Jésus. Les religieuses et les deux missionnaires seront décapités pendant la révolte des Boxers de 1900 et canonisés en 2000.
Mère Marie de la Passion meurt à San Remo  (Italie), où elle s'était retirée à la suite d'une maladie, en 1904, laissant 2 069 sœurs dans 86 communautés présentes dans 24 pays.

## Canonisation
La cause de canonisation fut ouverte à Sanremo en 1918. Le 28 juin 1999, le pape Jean-Paul II promulgue le décret reconnaissant l'héroïcité de ses vertus et la déclarant vénérable. Elle fut béatifiée, à Rome, le 20 octobre 2002 par le pape Jean-Paul II.
Liturgiquement la bienheureuse Marie de la Passion est commémorée le 15 novembre, date de sa mort. La chapelle Sant'Elena de Rome lui est dédiée depuis 1899.

## Hommages

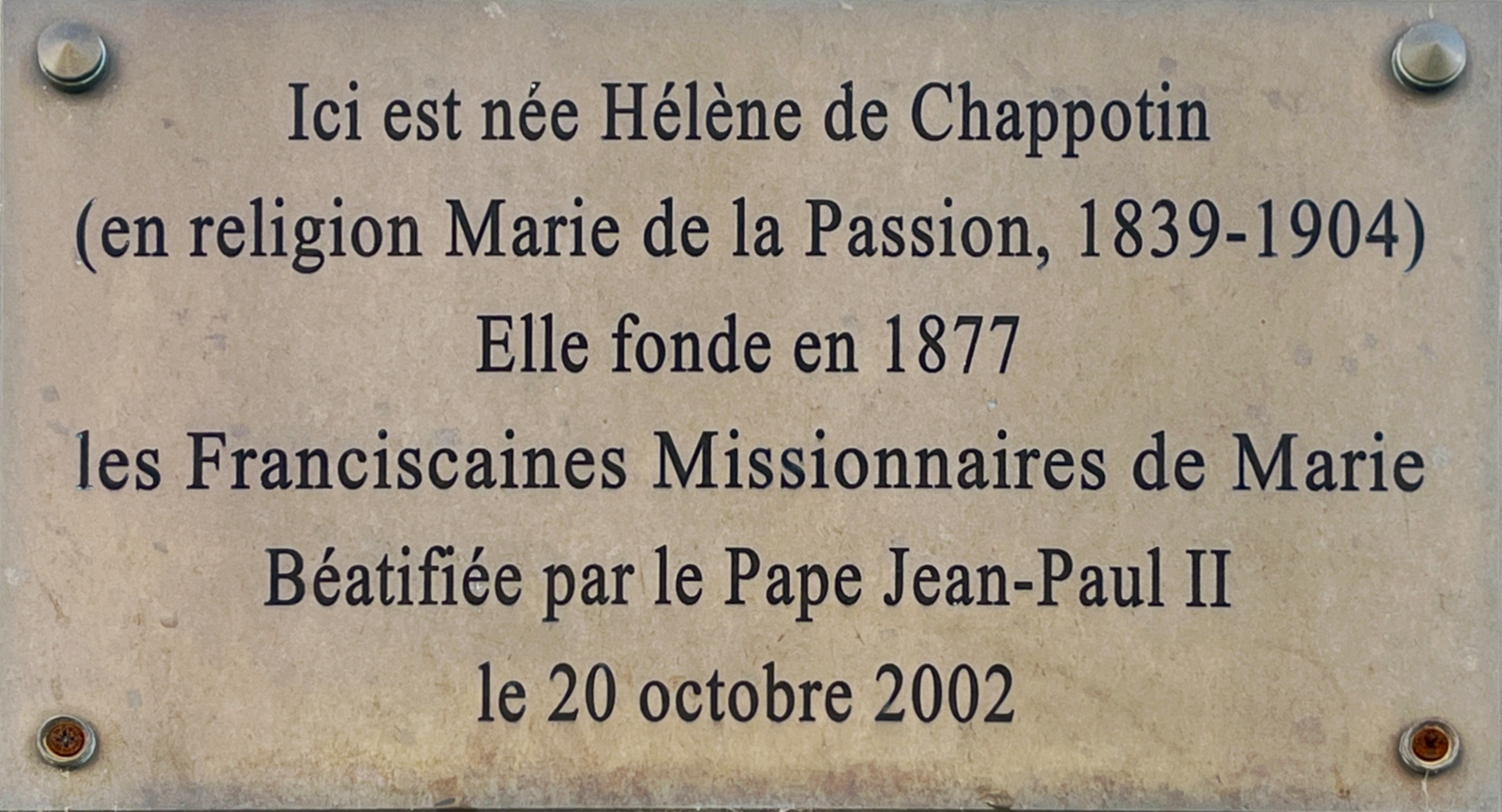
Plaque commémorative sur sa maison natale, rue Georges-Clemenceau à Nantes.

L'allée Hélène-de-Chappotin, sur l'île de Nantes, est baptisée en son hommage.